# Đảng ca Đảng Bolshevik
Đảng ca Đảng Bolshevik (tiếng Nga: Гимн па́ртии большевико́в,chuyển tự Latin:Gimn pártii bolshevikóv) là một bài hát do Alexander Alexandrov sáng tác. Lời bài hát được viết bởi Vasily Lebedev-Kumach. Phần mở đầu của bài được lấy nguyên mẫu từ bài Cuộc sống đã trở nên tốt hơn (tiếng Nga: Жить ста́ло лу́чше), một trong những tác phẩm trước đây của Alexandrov. Từ những năm 1930 đến những năm 1950, đây là Đảng ca không chính thức của Đảng Cộng sản Liên Xô. Vào năm 2016, Đảng Cộng sản Nga tuyên bố rằng đây là Đảng ca của họ.
Giai điệu của bài cũng được sử dụng cho việc sáng tác Quốc ca Liên bang Xô Viết và Quốc ca Nga.

## Lời bài hát[1]
| Tiếng Nga | Chuyển tự | Tiếng Việt |
| --- | --- | --- |
| Страны небывалой свободные дети, Сегодня мы гордую песню поём О партии самой могучей на свете, О самом большом человеке своём. | Strany nebyvaloy svobodnye deti, Segodnya my gorduyu pesnyu poyom O partii samoy moguchey na svete, O samom bolshom cheloveke svoyom. | Hôm nay, chúng ta,những đứa trẻ của một đất nước tự do Sẽ hát một bài hát đầy tự hào Về Đảng vĩ đại nhất thế giới, Về Người,Lãnh tụ vĩ đại của chúng ta. |
| Припев (версия 1): Славой овеяна, волею спаяна, Крепни и здравствуй во веки веков! Партия Ленина, партия Сталина Мудрая партия большевиков! Припев (версия 2): Славою Ленина, волею Сталина, Крепни и здравствуй во веки веков! Партия Ленина, партия Сталина Мудрая партия большевиков!                       | Pripev (versija 1): Slavoy oveyana, voleyu spayana, Krepni i zdravstvuy vo veki vekov! Partiya Lenina, partiya Stalina Mudraya partiya bolshevikov! Pripev (versija 2): Slavoyu Lenina, voleyu Stalina, Krepni i zdravstvuy vo veki vekov! Partiya Lenina, partiya Stalina Mudraya partiya bolshevikov!                         | Điệp khúc(Phiên bản 1): Được tôn vinh trong vinh quang,được hàn gắn bởi ý chí Thành trì mãi mãi vững chắc của chúng ta! Đảng của Lenin,Đảng của Stalin Vinh quang thay Đảng Bolshevik! Điệp khúc(phiên bản 2): Lenin vinh quang,Stalin vĩ đại! Thành trì mãi mãi vững chắc của chúng ta! Đảng của Lenin,Đảng của Stalin Vinh quang thay,Đảng Bolshevik!                       |
| (версия 1): Страну от Кремля создала на земле ты, Могучую Родину вольных людей. Стоит как утес государство Советов Рожденное силой и правдой твоей. (версия 2): Страну Октября создала на земле ты, Могучую Родину вольных людей. Стоит как утес государство Советов Рожденное силой и правдой твоей. (Припев) | (versija 1): Stranu ot Kremlya sozdala na zemle ty, Moguchuyu Rodinu volnykh lyudey. Stoit kak utes gosudarstvo Sovetov Rozhdennoye siloy i pravdoy tvoyey. (versija 2): Stranu Oktiabria sozdala na zemle ty, Moguchuyu Rodinu volnykh lyudey. Stoit kak utes gosudarstvo Sovetov Rozhdennoye siloy i pravdoy tvoyey. (Pripev) | (phiên bản 1) Từ điện Kremlin,Người đã tạo ra một đất nước vĩ đại, Đất mẹ trường tồn của những con người tự do. Tựa như một thành trì vững chắc, Được tạo nên từ ý nguyện của nhân.dân (phiên bản 2) Người đã tạo ra đất nước của Cách mạng, Đất mẹ trường tồn của những con người tự do. Tựa như một thành trì vững chắc, Được tạo nên từ ý nguyện của nhân dân. (điệp khúc) |
| Изменников подлых гнилую породу Мы грозно сметаем с пути своего. Мы гордость народа, мы мудрость народа, Мы сердце народа и совесть его. (Припев) | Izmennikov podlykh gniluyu porodu My grozno smetayem s puti svoyego. My gordost naroda, my mudrost naroda, My serdtse naroda i sovest yego. (Pripev) | Hãy quét sạch những tên phản bội, Để dọn sạch đường đi cho nhân dân. Người là trí tuệ,Người là niềm tự hào, Người là quả tim,Người là sức mạnh. (điệp khúc) |
| И Маркса и Энгельса пламенный гений Предвидел коммуны грядущий восход. Дорогу к свободе наметил нам Ленин И Сталин великий по ней нас ведёт. Припев | I Marksa i Engelsa plamenny geniy Predvidel kommuny gryadushchy voskhod. Dorogu k svobode nametil nam Lenin I Stalin veliky po ney nas vedyot. Pripev | Marx và Engel đã khai sáng cho chúng ta, Ánh mặt trời sẽ chiếu rọi con đường tự do. Lenin đã vạch ra con đường đó, Và Stalin dẫn dắt chúng ta đi trên nó. (điệp khúc) |